# Ezio (Gluck)
Ezio Christopha Willibalda Glucka je barokní opera ve třech aktech, kterou Gluck představil v roce 1750 a později revidoval v roce 1763.

## Historie díla
Stejné operní libreto Pietra Metastasia již předtím zhudebnilo množství skladatelů, např. Nicola Porpora (1728)  a Pietro Auletta (1728), J. A. Hasse (Neapol, 1730 a Drážďany, 1755), G. F. Händel (Londýn, 1732) či Latilla (Neapol, 1758), Josef Mysliveček (dvě verze: Neapol (1775) a Mnichov (1777)).
Gluckův Ezio byl poprvé uveden v Praze během karnevalu v roce 1750. Gluck později své dílo upravil pro Vídeň (1763). Na rozdíl od dvou zhudebnění textu Josefem Myslivečkem, Neapole (1775) a Mnichova (1777), která byla zcela odlišná, obě Gluckovy verze mají stejnou přibližně polovinu hudby. 

## Role
- Ezio, generál (alto castrato), který miluje Fulvii
- Valentiniano, císař (soprán castrato), který miluje Fulvii
- Massimo, římský patricijský (tenor), spiknutí proti Valentiniano
- Fulvia, Massimova dcera (soprán), která miluje Ezio
- Onoria, sestra Valentiniana, která miluje Ezia
- Varo, prefekt a důvěrník Ezia

## Obsah
Opera se odehrává ve Starověkém Římě v roce 453, křesťanský generál Aetius právě porazil hunského vůdce Attilu.
Po mnoha dějových zvratech  Ezio nakonec zachrání císaře Valentiniána před Maximovým spiknutím. Ten je poté zatčen, ale jeho život je ušetřen. Vděčný Valentinián umožňuje Fulvii a Eziovi uzavřít sňatek.

## PražskýEziov roce 1750
Původní Ezio je plnohodnotná opera seria bez známek pozdější tzv. Gluckovy „reformy“. Premiéru měla v divadle impresaria Giovanniho Battisty Locatelliho na ulici v Kotcích (české „Divadlo v Kotcích“, německy „Kotzentheater“) a udržela se po dvě sezóny.

## VídeňskýEziov roce 1763
Gluck, podobně jako před ním Händel, Vivaldi a další skladatelé té doby, používal některá „čísla“ (árie a sbory) ze starších oper, v případě potřeby přepisoval spojující recitativ, což byla tehdy běžná praxe. Gluck při vídeňském uvedení Ezia v roce 1763 znovu použil téměř polovinu z 25 hudebních čísel z pražské verze Ezia, ale naopak odstranil např. árie „Se povero il ruscello“ z pražského Ezia, který již použil předchozího roku při uvedení svého Orfea ve vídeňském Burgtheateru jako „Che puro ciel“ a zbytek vyplnil 7 áriemi z opery Il trionfo di Clelia, které vídeňské publikum také neznalo.
Přepisy árií z pražských představení Ezia a Il trionfo di Clelia však vyžadovaly transpozice a úpravy pro potřeby zpěváků a větší orchestr. Rovněž zkrátil předehru a některé repetice. V roli Ezia ve Vídni vystoupil Gaetano Guadagni, Valentiniana zpíval Giovanni Toschi, Massima Giuseppe Tibaldi a Fulvii Rosa Tibaldiová .

## Nahrávky
- Pražská verze 1750: Jana Levicová (Ezio) Eva Müllerová (Fulvia), Martin Šrejma (Massimo), Michaela Šrůmová (Valentiniano), Ondřej Socha (Varo), Yukiko Šrejmová (Kinjo), komorní hráči Pražského symfonického orchestru dir. Jiří Petrdlík, ArcoDiva Classics 2010
- Pražská verze 1750: Sonia Prina (Ezio), Max Emanuel Cenčić (Valentiniano), Topi Lehtipuu (Massimo), Ann Hallenbergová (Fulvia), Julian Pregardien (Varo), Mayuko Karasava (Onorio), Il Complesso Barocco, Alan Curtis. Virgin Classics 2010
- Pražská verze 1750: kontratenor Matthias Rexroth (Ezio), Mariselle Martinezová (Fulvia), Max Emanuel Cenčić (Valentiniano), Netta Orová (Onoria), Mirko Roschkowski (Massimo), Andréas Post (Varo), Neue Düsseldorfer Hofmusik, dir. Andreas Stoehr, Coviello Classics 2009
- Vídeňská verze 1763: Franco Fagioli kontratenor (Ezio), Ruth Sandhoffová (Valentiniano), Kirsten Blaiseová (Fulvia), Sophie Marin-Dregorová (Onoria), Stefano Ferrari (Massimo), Netta Or (Varo), Orchester der Ludwigsburger Schlossfestspiele, dir Michael Hofstetter. Oehms Classics. 2007

## Současná pozice
Gluckův rukopis opery se nyní nachází v Lobkowiczkém paláci na Pražském hradě, kde je možné si jej prohlédnout v Beethovenově pokoji.